# Travis Wammack
Travis Wammack (né en novembre 1946 à Walnut, Mississippi) est un guitariste de rock américain de Memphis, Tennessee.

## Biographie
Il a commencé sa carrière en écrivant et enregistrant sa première chanson à l'âge de 11 ans. Enfant prodige, il a sorti son premier album à l'âge de 12 ans, et à 17 ans il entrait dans les charts américains avec Scratchy en 1964. En 1975 il sort un album solo avec deux hits, Easy Evil (#72) et (Shu-Doo-Pa-Poo-Poop) Love Being Your Fool (Billboard Hot 100 #38). Il a été leader du groupe Little Richard entre 1984 et 1995. Il est inscrit au Memphis Music Hall of Fame, et a reçu le Professional Musician Award du Alabama Music Hall of Fame,.

## Discographie partielle
- Travis Wammack (Fame Records, 1972)
- Not For Sale (Capricorn Records, 1975)
- That Scratchy Guitar from Memphis (Bear Family Records, 1987)
- Scr-Scr-Scratchy! (Zu Zazz Records, 2000)
- Snake, Rattle & Roll in Muscle Shoals (Snakeman Records, 2005)